# Minna Bollmann

Minna Bollmann

Minna Bollmann, geborene Zacharias (* 31. Januar 1876 in Halberstadt; † 9. Dezember 1935 ebenda), war eine deutsche Politikerin (SPD).

## Leben
Minna Zacharias war Tochter des Schneidermeisters August Zacharias, der die SPD in Halberstadt mitgründete. Nach der Schule machte sie von 1890 bis 1892 eine Schneiderinnenlehre und arbeitete dann bis zu ihrer Heirat als Schneiderin in Berlin. 1896 heiratete sie den Gastwirt Max Bollmann und betrieb in Anschluss mit ihrem Ehemann die Gaststätte ihrer Schwiegermutter. Schon ihre Schwiegermutter hatte zur Zeit des Sozialistengesetzes die Gaststätte für Versammlungen der Partei zur Verfügung gestellt. Auch zur Zeit Minna Bollmanns war das Lokal Versammlungsort der örtlichen SPD. Aus ihrer Ehe gingen mindestens drei Kinder hervor (zwei Söhne, eine Tochter). Max Bollmann starb 1925.
Bollmann engagierte sich seit der Jahrhundertwende in der Frauenarbeit der SPD. 1905 trat sie der SPD bei. Ab 1907 war sie über Halberstadt hinaus für die Partei als Agitatorin tätig. 1907 war sie Delegierte bei der ersten internationalen Konferenz sozialistischer Frauen in Stuttgart. Während des Ersten Weltkrieges war sie Bezirkspflegerin der Kriegsfürsorge und in der Betreuung des sozialen Hilfswerks für Kriegerfrauen, Witwen und Waisen tätig.
Von 1919 bis 1933 war Bollmann Mitglied der Stadtverordnetenversammlung von Halberstadt. Außerdem gehörte sie dem Kreisvorstand und zwischen 1919 und 1922 auch dem zentralen Parteiausschuss der SPD an.
Bollmann war von 1919 bis 1920 Mitglied der verfassungsgebenden Weimarer Nationalversammlung, nachdem das aktive und passive Wahlrecht für Frauen eingeführt worden war. Damit war sie eine der ersten Frauen in einem deutschen Nationalparlament. Nach dem Scheitern ihrer Kandidatur für die Wahl zum ersten regulären Reichstag von 1920 war sie Spitzenkandidatin ihrer Partei für die preußische Landtagswahl von 1921 im Regierungsbezirk Magdeburg. Sie wurde gewählt und war bis 1933 Mitglied des Preußischen Landtages.
Nach dem Beginn der nationalsozialistischen Herrschaft wurde das Lokal von Bollmann erneut zum illegalen Treffpunkt für Sozialdemokraten und wurde ab 1935 regelmäßig von der Gestapo überwacht. Als Symbol für den Widerstand blieb sogar ein Bild von August Bebel in der Gaststube hängen.
Die Berichte der Folter und Ermordung von Genossen erschütterten Bollmann. Sie litt an Depressionen. Weil sie wegen ihrer Hilfe für Verfolgte und ihres Widerstandes gegen die Nationalsozialisten um ihr Leben fürchtete, beging sie schließlich Selbstmord. Vorher hatte sie ihren gesamten Nachlass vernichtet.
Ihre Beerdigung, an der hunderte Sozialdemokraten der Region und Freunde teilnahmen, wurde zu einem stillen Protest gegen das Regime. Nicht zuletzt durch die Überwachung der Versammlung durch die Gestapo kam es zu zahlreichen Verhaftungen und Verurteilungen. Darunter war auch der Sohn Otto Bollmann (1897–1951), der bis 1942 im KZ Sachsenhausen einsaß.
Nach Minna Bollmann ist in Halberstadt eine Straße benannt und die örtliche SPD vergibt einen nach ihr benannten Preis. Ihr Grab ist auf dem Städtischen Friedhof Halberstadt erhalten.